# Carrouges
Carrouges – miejscowość i gmina we Francji, w regionie Normandia, w departamencie Orne.
Według danych na rok 1990 gminę zamieszkiwało 760 osób, a gęstość zaludnienia wynosiła 89 osób/km² (wśród 1815 gmin Dolnej Normandii Carrouges plasuje się na 298. miejscu pod względem liczby ludności, natomiast pod względem powierzchni na miejscu 608.).